# Wat Chedi Luang

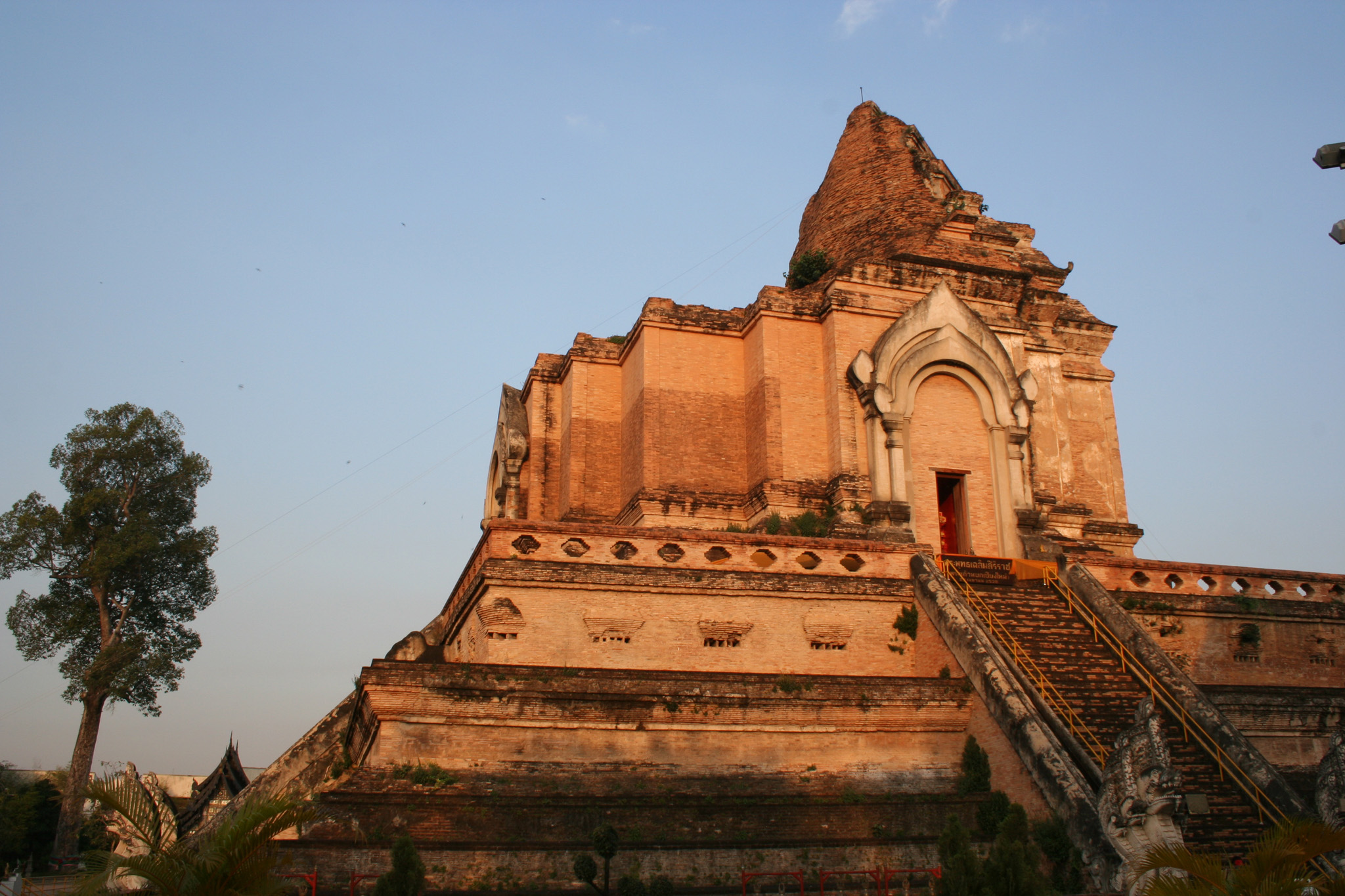
Der große Stupa des Wat Chedi Luang in Chiang Mai, Thailand im Morgenlicht

Der Wat Chedi Luang (thailändisch วัดเจดีย์หลวง, etwa Tempel der königlichen Stupa) ist eine buddhistische Tempelanlage (Wat) in Chiang Mai in der Provinz Chiang Mai. Er ist ein Königlicher Tempel Dritter Klasse.

## Lage
Wat Chedi Luang liegt im Zentrum von Chiang Mai. Ursprünglich standen hier drei Tempel: der Wat Chedi Luang, der Wat Ho Tham und der Wat Sukmin.

## Baugeschichte
Der Wat Chedi Luang wurde im 14. Jahrhundert begonnen, als König Saen Mueang Ma hier die Asche seines Vaters aufbewahren wollte. Nach zehn Jahren Bautätigkeit blieben die Gebäude jedoch unvollendet. Erst als der König selbst starb, führte seine Witwe den Bau fort. Wahrscheinlich aufgrund von Statikproblemen vollendete König Tilokaratcha die Anlage erst in der Mitte des 15. Jahrhunderts. Das Bauwerk war seinerzeit 82 Meter hoch und hatte einen Durchmesser an der Basis von 54 Metern, somit war es seinerzeit das höchste Gebäude von Lan Na.
1468 wurde der Smaragd-Buddha in der nach Osten gerichteten Nische aufgestellt. Nach einem Erdbeben im Jahr 1545 brach die Struktur der obersten 30 Meter zusammen. Kurz darauf, 1551, verbrachte man den Smaragd-Buddha nach Luang Prabang, Nordlaos.
In den frühen 1990er Jahren wurde der Chedi mit Hilfe der UNESCO und der Regierung von Japan rekonstruiert. Das Ergebnis war etwas umstritten, da die neuen Elemente in zentralem Thai-Stil gehalten sind und nicht im typischen Lanna-Stil. Zur 600-Jahr-Feier des Chedi im Jahr 1995 wurde eine Kopie des Smaragd-Buddha aus schwarzer Jade in der östlichen Nische aufgestellt. Diese Ikone wird offiziell Phra Phut Chaloem Sirirat, von den Einheimischen aber kurz Phra Yok genannt.

## Sehenswürdigkeiten

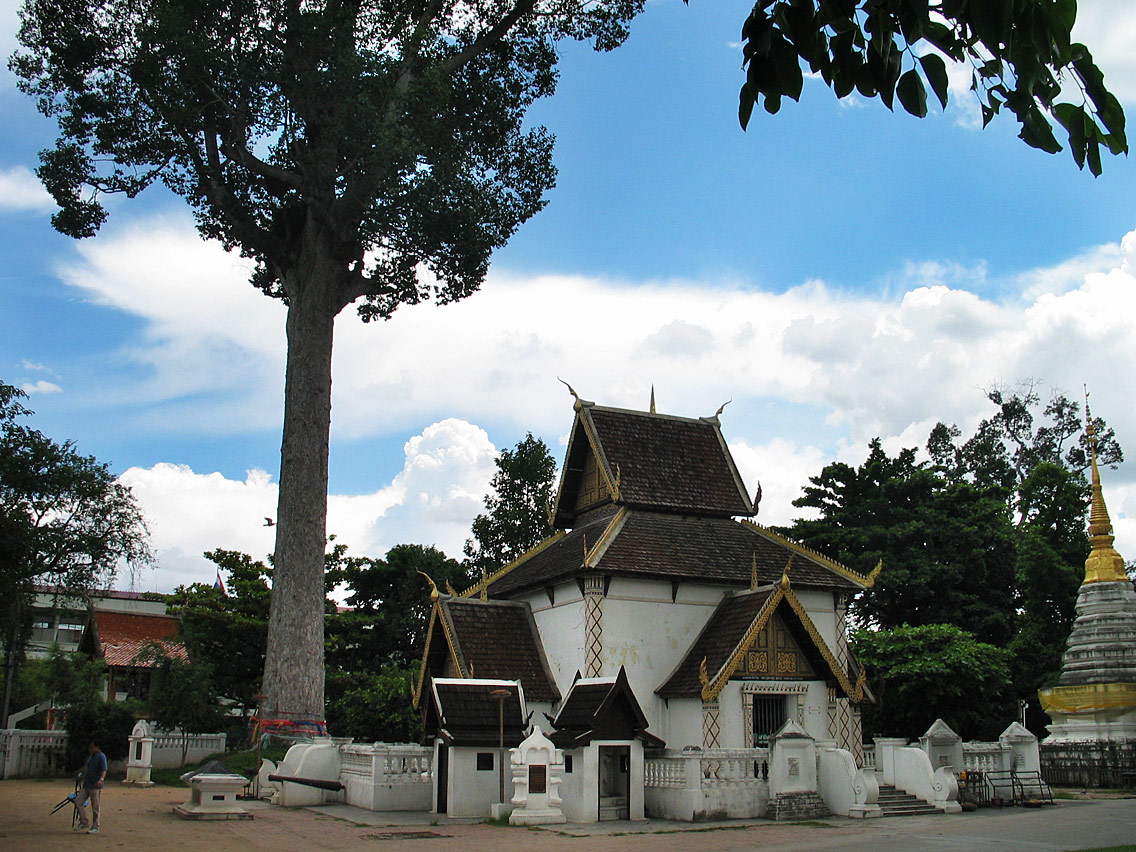
Der Lak Mueang von Chiang Mai

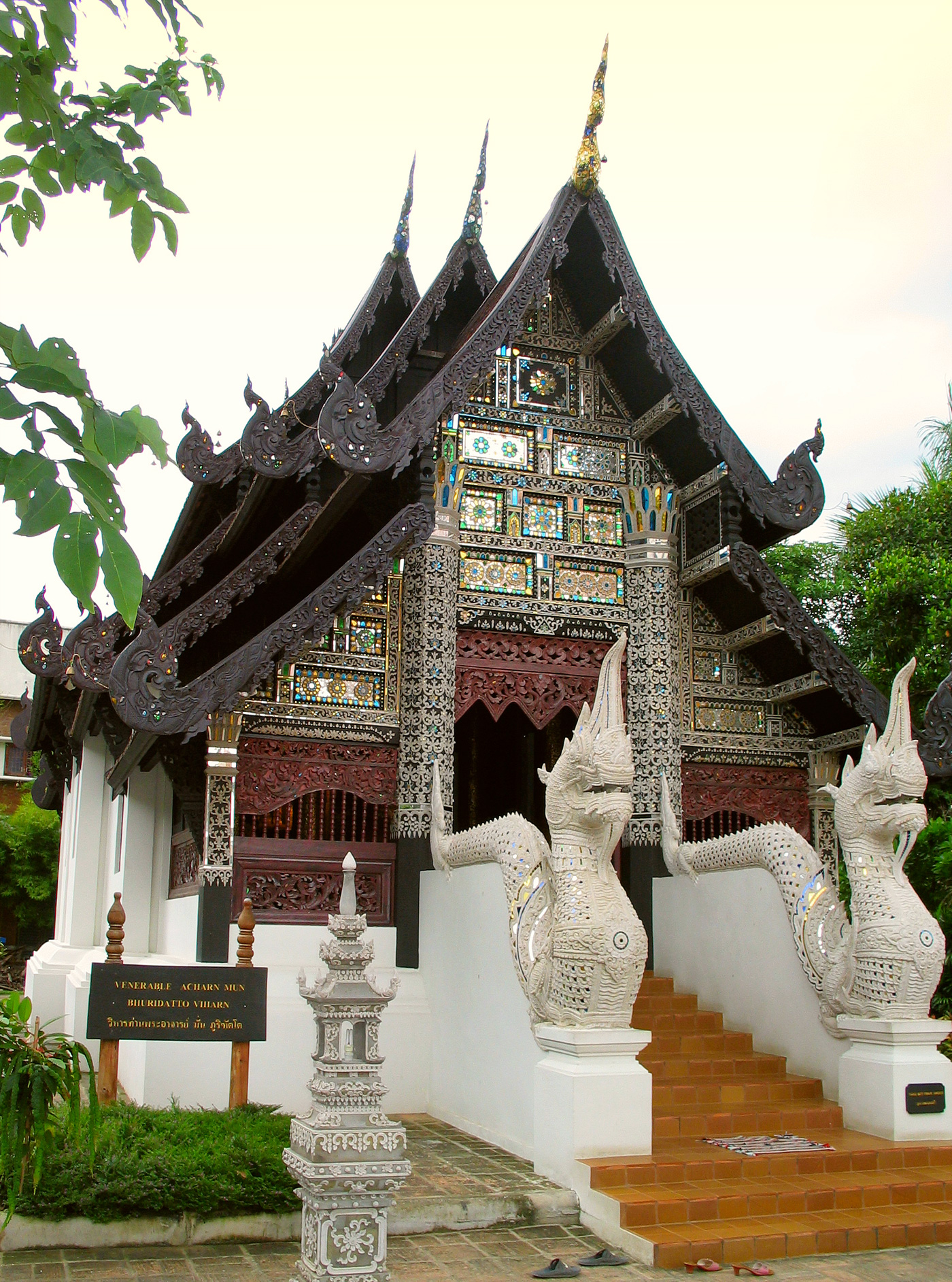
Wihan für Ajahn Mun Bhuridatta

- Der Wihan Luang wurde 1412 von Tiloka-Chuda, der Mutter des Königs Sam Fang Kaen erbaut. Im Jahr 1577 wurde er von König Tilokarat durch einen 18 × 38 Meter großen Neubau ersetzt, der aber später nach einem Brand erneut an der alten Stelle errichtet wurde. Da auch dieser Bau aus Holz gebaut war, wurde er 1889 so reparaturbedürftig, dass er von König Intha Wichayanon abermals abgerissen und neu aufgebaut worden ist. Der heutige Bau stammt von Chao Kaeo Nawarat. Er ließ 1928 das vorherige Gebäude abreißen und im folgenden Jahr konnte ein abermals auf 19,7 × 50,8 Meter vergrößerter Wihan eingeweiht werden.
  - Die Haupt-Buddhastatue im Wihan Luang mit Namen Phra Chao Attarot (Achtzehn-Kubit Buddha) wurde zur gleichen Zeit gegossen, ebenso wie die beiden Statuen der Jünger des Buddha, die den Phra Attarot flankieren. Phra Attarot ist 8,23 Meter hoch, die Statue des Mogallana ist 4,43 Meter und die des Sariputta 4,19 Meter. Angeblich sollen noch mehrere weitere sitzende Statuen gleichzeitig hergestellt worden sein, die sich heute um die drei stehenden Statuen gruppieren. Der Ort nördlich des Tempels, an dem die Statuen gegossen wurden, wurde später eingeebnet und der heutige Tempel Wat Pantao errichtet.
- Nördlich und südlich des Wihan Luang steht jeweils eine etwa 13,4 Meter hohe Chedi. Sie sollen ebenso alt wie der Tempel sein. Im Jahr 1993 wurden sie mit privaten Mitteln restauriert.
- Westlich gegenüber der Chedi Luang steht ein weiterer Wihan mit einem liegenden Buddha, der aus mit Zement verkleideten Ziegelsteinen angeblich bereits zur Gründung des Tempels hergestellt wurde. Die mit Blattgold vergoldete Buddha-Statue liegt in Nord-Süd-Richtung, das Gesicht sieht auf die Chedi Luang. Die Statue ist 8,70 Meter lang und 1,93 Meter hoch. Der offene Wihan wurde erst in neuerer Zeit erbaut.
- Westlich des Wihan des Liegenden Buddha befindet sich ein kleiner von einer Mauer umgebener Ubosot. Er wurde jedoch 1979 aufgegeben, da er mit 20,3 Metern × 8,9 Metern Größe zu klein geworden war. Alle Zeremonien werden heute im Wihan Luang durchgeführt.
- Auf dem Gelände des Wat Chedi Luang befindet sich auch die Stadtsäule (Lak Mueang) von Chiang Mai, Sao Inthakin genannt. König Chao Kawila ließ sie 1800 hierher umziehen, nachdem sie ursprünglich im Wat Sadue Mueang angesiedelt war. Auch ließ er drei Yang-Bäume pflanzen, die der Stadtsäule beim Schutz der Stadt behilflich sein sollen. Der höchste von ihnen ist heute über 40 Meter hoch und hat einen Stamm-Umfang von 10,6 Metern.
- Der Lanna-Campus der Buddhistischen Mahamakut-Universität des Thammayut Nikaya befindet sich ebenfalls auf dem Tempelgelände.
- Erst in neuerer Zeit wurde ein kleiner Wihan im traditionellen Lanna-Stil südwestlich der Chedi Luang erbaut, der gänzlich dem Angedenken an Phra Ajahn Mun Bhuridatta gewidmet ist, der hier Anfang der 1920er Jahre als Abt gelebt hat. Im Innern befinden sich lebensgroße Statuen des Lehrers sowie von seinem berühmtesten Schüler Ajahn Maha Bua Nyanasampanno.